# Dynegy
Dynegy Inc. ist ein US-amerikanischer Energieversorger mit Firmensitz in Houston, Texas. Das Unternehmen ist im Aktienindex S&P 500 gelistet.
Das Unternehmen betreibt als Energieunternehmen Kraftwerke und ist in der Produktion von Erdgas und Kohle tätig. 1984 wurde das Unternehmen unter dem Firmennamen Natural Gas Clearinghouse (später NGC Corporation) gegründet. 2001 scheiterte die Übernahme des Unternehmens Enron. 2004 verkaufte Energy das Unternehmen Illinois Power Company an das US-amerikanische Unternehmen Ameren.
Im Jahr 2012 ging Dynegy Inc. insolvent. Von dieser Insolvenz nach Chapter 11 waren das Kohle- und Gasgeschäft jedoch nicht betroffen. Noch im selben Jahr konnte das Unternehmen wieder aus dem Insolvenzverfahren entlassen werden. Im April 2018 wurde Dynegy von Vistra Energy übernommen.

## Kraftwerke
- Gaskraftwerk Moss Landing